# Radik Isayev
Radik Isayev (26 de setembro de 1989) é um taekwondista azeri, campeão olímpico.

## Carreira
Radik Isayev competiu na Rio 2016, na qual conquistou a medalha de ouro, na categoria mais de 80kg..